# Philippe Adrien Van Tieghem
Philippe Adrien Van Tieghem  (* 1898; † 1969) war ein französischer Literaturwissenschaftler, Theaterwissenschaftler, Komparatist und Romanist.

## Leben und Werk
Van Tieghem war Professor am Conservatoire national supérieur d’art dramatique. Er war der Sohn von Paul Van Tieghem und der Enkel des Botanikers Philippe Édouard Léon Van Tieghem (1839–1914).

## Werke

### Reihe Que sais-je?
- Le Romantisme français, Paris 1944,  16.  Auflage 1999 (123)
- Technique du théâtre, Paris 1960 (859)
- Les Grands comédiens 1400-1900, Paris 1960 (879)
- Les Grands acteurs contemporains 1900-1963, Paris 1960 (887)
- Histoire du théâtre italien, Paris 1965 (1175)

### Andere Werke
- La nouvelle Héloïse de Jean-Jacques Rousseau, Paris 1929, 1956
- Tendances nouvelles en histoire littéraire, Paris 1930
- Musset, l'homme et l'oeuvre, Paris 1944, 1957, 1969, 1976
- Petite histoire des grandes doctrines littéraires en France de la pléiade au surréalisme, Paris 1946, ab 1963 u. d. T. Les grandes doctrines littéraires en France, zuletzt 1990 (spanisch: Caracas 1963, polnisch: Warschau 1971)
- Renan, Paris 1948
- Histoire de la littérature française, Paris 1949
- Beaumarchais par lui-même, Paris 1960, 1965, 1978
- Les influences étrangères sur la littérature française, 1550-1880, Paris 1961, 1967
- (Hrsg. mit Maurice Toesca) Le Roman de Renart, Paris 1962
- (Hrsg. mit Pierre Josserand) Dictionnaire des littératures, 3 Bde., Paris 1968, 1984 (XX-4349 Seiten)
- Dictionnaire de Victor Hugo, Paris 1969, ab 1985 u. d. T. Victor Hugo, un génie sans frontières. Dictionnaire de sa vie et de son œuvre.
- (mit Albert Jourcin) Dictionnaire des femmes célèbres, Paris 1969